# Пиз, Аллан
Аллан Пиз (англ. Allan Pease; 1952, Мельбурн, Австралия) — австралийский писатель, наиболее известный как «мистер язык тела», благодаря своей одноименной книге, изданной по всему миру многомиллионным тиражом.

## Биография
С раннего детства у Аллана проявлялись качества, присущие деловому человеку. С 10 лет Пиз уже занимался предпринимательством, продавая резиновые губки для домашней уборки. В 18 лет он стал лучшим агентом по продажам, работая в компании по реализации постельного белья и кухонных принадлежностей. К 21 году Аллан достиг ощутимого успеха. Работая в страховой компании, он заработал более миллиона долларов. Уже тогда во время его выступлений перед сотрудниками на встречах по обмену опытом у него проявился талант автора текстов и оратора.
Со своей супругой Барбарой Аллан Пиз познакомился в 1990 году, а в 1993 году они поженились в Сиднее. В дальнейшем именно Барбара поддерживала и вдохновляла его на создание самых значительных произведений. Также она выступила в качестве соавтора некоторых книг Пиза.
Аллан Пиз известен во всем мире как «мистер язык тела» с тех пор, как его книга «Язык телодвижений» стала грандиозным бестселлером, хитом во всемирном бизнес-сообществе. Он занимается консультированием, участвует в семинарах, шоу и пользуется необыкновенной популярностью. На основе его работ компания BBC выпустила шесть научных программ. Барбара Пиз является директором компании «Пиз», которая занимается издательством книг Аллана, она же является соавтором популярной книги «Почему мужчины не слушают, а женщины не могут читать карты?» и «Почему мужчины не оставляют улик, а женщинам всегда нужно много обуви?»
Аллан Пиз является членом Королевского Сообщества Гуманитарных Наук, австралийского Института Менеджмента и Ассоциации Писателей.

## Книги
- Искусство коммуникации в сетевом маркетинге
- Язык письма
- Вопросы — это ответы
- Книга грубых и политически некорректных шуток

Книги, написанные в соавторстве с Барбарой Пиз
- Язык телодвижений (Body Language (1981))
- Новый язык телодвижений (The Definitive Book of Body Language (2006))
- Язык взаимоотношений
- Почему мужчины не слушают, а женщины не могут читать карты?
- Почему мужчины не оставляют улик, а женщинам всегда нужно много обуви?
- Почему мужчины хотят секса, а женщины — любви?
- Почему мужчины врут, а женщины ревут?
- Как заставить мужчину слушать, а женщину молчать
- Ответ

Книги, написанные в соавторстве с Аланом Гарнером
- Язык разговора (Talk Language (1985))
- Говорите точно. Как соединить радость общения и пользу убеждения